# Tōru Baba
Tōru Baba (馬場 徹 Baba Tōru?,  Itabashi, Tokio, Japón, 17 de junio de 1988) es un actor y cantante japonés, afiliado a Lotus Roots. Baba también fue miembro de la unidad actoral Pure Boys entre 2007 y 2009.

## Biografía
Baba nació el 17 de junio de 1988 en el barrio de Itabashi, Tokio. Su hermano mayor es el exfutbolista Yūta Baba. Al igual que su hermano mayor, Baba comenzó a jugar fútbol desde una edad muy temprana (desde los tres años) y aspiraba a convertirse en jugador de fútbol profesional. Sin embargo, sufrió de varias lesiones que le obligaron a dejar de jugar y hacer reposo en cama, tiempo en el cual Baba se ditraía viendo películas. Fue durante este período cuando decidió convertirse en actor.
Baba se unió a la compañía de teatro Himawari Theatre Group y debutó como actor en 2003, con un papel secundario en la serie de televisión Tetsudō Sōsa-kan. En 2006, debutó como actor de teatro con la adaptación teatral del manga The Prince of Tennis. En junio de 2007, se convirtió en miembro de la unidad actoral Pure Boys. Baba participó en tres sencillos y tres musicales con el grupo antes de su graduación del mismo en junio de 2009.

## Filmografía

### Televisión
| Año  | Título                                           | Papel                   | Notas                        |
| ---- | ------------------------------------------------ | ----------------------- | ---------------------------- |
| 2003 | Tetsudō Sōsa-kan                                 | Yūichi Tada             | Rol debut                    |
| 2004 | Orange Days                                      | Hermano de Keita Yajima |                              |
| 2005 | Yoshitsune                                       | Takakura Tennō          |                              |
| 2006 | Top Caster                                       | Yukihiko Numata         | Cameo (ep.8)                 |
| 2007 | Shinigami no Ballad                              | Shunsuke Suzuki         |                              |
| 2007 | Renai Shindan                                    |                         | Segmento: Sayonara no Melody |
| 2008 | Cat Street                                       | Ken Yamaguchi           | Cameo (ep.3)                 |
| 2010 | Yatsura wa Tabun Uchuujin!                       | Banjō Gingawa           |                              |
| 2010 | Hashire, Aguri!                                  | Naoto Nakamura          |                              |
| 2010 | Sayonara, Aruma                                  | Akinori Matsushita      |                              |
| 2012 | Fallen Angel                                     | Kaname Kiryū            | Invitado                     |
| 2012 | Dolce                                            | Manabu Minegishi        |                              |
| 2014 | Roosevelt Game                                   | Tomohiko Manda          |                              |
| 2014 | Wakamono Tachi                                   | Hiroki Utsumi           |                              |
| 2014 | Yonimo Kimyona Monogatari                        | Kento                   |                              |
| 2014 | Binta!                                           | Keisuke Totsuka         | Cameo (ep.6)                 |
| 2015 | Ouroboros                                        | Kazuma Kandori          |                              |
| 2015 | 3tsu no Machi no Monogatari                      |                         |                              |
| 2015 | Shokatsu Tamashī                                 | Detective Shimizu       |                              |
| 2015 | Mozu: Ōsugi Tantei Jimusho                       | Kensuke Maejima         |                              |
| 2016 | 99.9: Criminal Lawyer                            | Yōhei Ochiai            |                              |
| 2016 | Montage: Sanokuen Jiken Kitan                    | Shigeru Domon           |                              |
| 2016 | Keishichō Sōsanika: Gōma Ayaka Tokumei Shiki-kan | Daisuke Yamazaki        |                              |
| 2016 | Sniffer Ukraine no Shiritsu Tantei               | Kōzō Hosoi              |                              |
| 2016 | Cock Keibu no Bansan-kai                         | Akira Yamada            |                              |
| 2017 | Massage Tantei Joe                               | Haruo Ōigawa            |                              |
| 2017 | Code Blue 3                                      | Moriguchi               |                              |
| 2017 | Rikuō                                            | Hiroshi Ōhashi          |                              |
| 2018 | Ame no Kubi Furizaka                             |                         |                              |
| 2018 | Oh My Jump!: Shōnen Jump ga Chikyū wo Sukuu      | Shigeru Domon           |                              |
| 2018 | Keishichō Sōsanika: Gōma Ayaka Tokumei Shiki-kan | Asahi Kurotsuka         |                              |
| 2018 | Bakabon no Papa yori Bakana Papa                 | Kyoto "Kitan" Emori     |                              |
| 2018 | Mangan                                           | Hiroshi Kawatō          |                              |
| 2018 | Mario: Ai no Yukue                               |                         |                              |
| 2018 | Shitamachi Rocket                                | Hiroki Kashiwada        |                              |
| 2019 | Manpuku                                          | Noriyuki Nishino        |                              |
| 2019 | Shūdan Sasen!!                                   | Hideki Shindō           |                              |
| 2019 | Yattsu Hakamura                                  | Shūhei Nii              |                              |

### Películas
| Año  | Título                                    | Papel            | Notas |
| ---- | ----------------------------------------- | ---------------- | ----- |
| 2003 | 3on3                                      | Revers           |       |
| 2005 | Aozora no Yukue                           | Ryōhei Masuda    |       |
| 2006 | Yoru no Picnic                            | Haruyama         |       |
| 2007 | Boys Love Gekijōban                       | Yūki Kanō        |       |
| 2007 | Mōsō Shōjo Otaku-kei                      | Shunsuke Chiba   |       |
| 2007 | Tonari no Yaoi-chan                       |                  |       |
| 2008 | Cafe Daikanyama: Sweet Boys               | Raku Ishikawa    |       |
| 2008 | Cafe Daikanyama 2: Yume no Tsuzuki        | Tatsuya Ishikawa |       |
| 2008 | Ren                                       | Hayato Naruse    |       |
| 2008 | Twilight Syndrome: Deadly Theme Park      | Kentarō          |       |
| 2008 | Kizumomo                                  | Aki Tomita       |       |
| 2009 | Cafe Daikanyama III: Sorezore no Ashita   | Kyōka Minatogawa |       |
| 2009 | Hana Guerilla                             | Ryō Yamaguchi    |       |
| 2011 | Vampire Stories: Brothers-hen             | Shū              |       |
| 2011 | Vampire Stories: Chasers-hen              | Shū              |       |
| 2012 | For Love's Sake                           |                  |       |
| 2013 | Bakumatsu Kitan Shinsen 5: Kengo Korin    | Hijikata Toshizō |       |
| 2013 | Bakumatsu Kitan Shinsen 5 II: Fūun Igagoe | Hijikata Toshizō |       |
| 2016 | Creepy                                    | Matsuoka         |       |